# ホーンテッドマンション (2023年の映画)
『ホーンテッドマンション』（原題：Haunted Mansion）は、2023年のアメリカ合衆国の超自然的ホラー・コメディ映画。ジャスティン・シミエンとケイティ・ディポルドがそれぞれ監督と脚本を務め、ウォルト・ディズニー・ピクチャーズとライドバックが製作した。ウォルト・ディズニーのテーマパークのアトラクション「ホーンテッドマンション」の2003年の同名作品に続く2作目の実写映画化である。新生活を始めようとニューオーリンズにある破格の値段の館に引っ越してきた親子が、除霊のために雇った神父や超常現象の専門家、霊能力者、歴史学者とともに館に住む999人のゴーストたちに立ち向かい、館に隠された悲劇的な真実に気づく。
2010年7月、脚本と製作を務めるギレルモ・デル・トロが、「ホーンテッドマンション」を原作としたリブート作品のプロジェクトを開始した。しかし、デル・トロは2013年7月、本プロジェクトの監督を降板した。長い年月を経て開発地獄に陥ったディズニーは、2020年8月に本作を正式に発表し、ディポルドが新たに脚本として就任した。シミエンには、2021年4月までの期限の中で交渉を重ね、その3カ月後に正式に監督に就任することが決定した。7月から10月にかけて主要キャストが決定し、翌年には追加キャストを発表した。2021年10月中旬から2022年2月下旬まで、主要撮影を行った。
本作は、アメリカ合衆国では2023年7月28日に、日本では同年9月1日に公開。

## ストーリー
舞台はアメリカ合衆国、ルイジアナ州の地ニューオーリンズ。宇宙物理学者の青年ベン・マサイアスはバーで知り合った女性アリッサと知り合い交際を始める。それから数年後、ベンは居なくなった彼女の幽霊ツアーガイドを生業とし、落魄れた日々を送っていた。
一方ニューオーリンズに引っ越してきたギャビーとその息子のトラヴィス。ギャビーは破格の値段で売られていた豪華な館を購入し、トラヴィスと共にB&Bを開いて新生活を始めるはずであった。だが越してきたその家では、真夜中を過ぎると奇妙で恐ろしい現象が次々と起こる。そこは999の亡霊が棲む不気味な館。二人はすぐに逃げ出したものの、幽霊にとり憑かれ戻ってくることを余儀なくされる。
息子を守るため、ギャビーは悪魔祓いとして神父のケントを雇う。更には彼が幽霊写真家として連れて来たベン、そして二人が協力を依頼した霊媒師のハリエットと歴史学者のブルース教授が集結。癖の強いメンバーたちは『ドリームチーム』として、元の生活に戻るため真相を解明し、幽霊と戦うことを決意する。

## キャスト
※括弧内は日本語吹替

### 生者
ベン・マサイアス
演 - ラキース・スタンフィールド（八代拓）
本作の主人公。幽霊の存在を信じないニューオーリンズのツアーガイド。かつてはケネディ宇宙センターで物理学の研究をしていたが、妻のアリッサを失った事で落ちぶれてしまう。幽霊が撮れるスペクトルカメラを開発したことで不気味な館の調査をケントから誘われ、一度は適当に済ませたものの亡霊にとり憑かれ戻ってくる羽目になる。
ギャビー
演 - ロザリオ・ドーソン（田村睦心）
シングルマザーの医師。破格の値段で売られていた豪華な館を購入し、トラヴィスと共にニューオーリンズに引っ越してくるも、怪奇現象に立て続けに襲われた末に多額の報酬を出して状況の打開をケントに依頼する。
トラヴィス
演 - チェイス・W・ディロン（伊藤駿太）
ギャビーの息子。父親が居ない事で心を閉ざしており、新しい学校に馴染めていない。臆病な性格だったが徐々に皆と行動するようになり、特にベンとは本当の兄弟のようになるまで打ち解けた。
ケント
演 - オーウェン・ウィルソン（片岡愛之助）
調子が良すぎる神父。多額の報酬を受け取り館の悪魔祓いを依頼されたが、心霊エキスパートとして代わりにベンを連れて来る。亡霊たちには歯が立たず応援を呼ばざるを得ない状況に、『ドリームチーム』と称してハリエットとブルースにも協力を依頼する。
ハリエット
演 - ティファニー・ハディッシュ（土屋アンナ）
何かと大げさな霊媒師。自分の能力に対しては自信が無い面もあるが、マダム・レオタの本を手に入れるなり大はしゃぎするなど、霊媒に関しては誰よりも入れ込んでいる。
ブルース
演 - ダニー・デヴィート（温水洋一）
幽霊屋敷オタクの歴史学者。大学の教授でもあり、幽霊の事になると後先考えずに行動してしまう人物。心臓が悪いため他のメンバーからは常に心配されている。
ヴィック
演 - ダン・レヴィ（興津和幸）
クランプ邸のツアーガイドの男性。元俳優で、現在はパットと共にクランプ邸でB&Bを営んでいる。
パット
演 - ウィノナ・ライダー（ブリドカットセーラ恵美）
クランプ邸のガイドをしている女性。ツアーに参加したベンの質問責めに不満を漏らした。

### 故人
アリッサ
演 - チャリティ・ジョーダン（森なな子）
ベンの亡き妻。

### 亡霊たち
アリステア・クランプ / ハットボックスゴースト
演 - ジャレッド・レト（吉見一豊）
本作のディズニー・ヴィランズである謎の亡霊。様々な怪奇現象でベン達を妨害するが、館の亡霊達からも恐れられている。
日本(東京ディズニーランド)のアトラクションには居らず、現在はアメリカ・カリフォルニア州のアナハイム(ディズニーランド)にあるアトラクションでしか見ることが出来ない。2023年11月下旬には同国フロリダ州のオーランド(マジック・キングダム)に登場する予定である。
ウィリアム・グレイシー
演 - J・R・アドゥチ（前田一世）
館の最初の持ち主。黄熱病で妻を亡くした悲しみからマダム・レオタと共に降霊術を行い続け、自身の館に多くの亡霊を呼んだが、その最中にハットボックスゴーストを呼び出してしまい悲劇が始まることとなった。
マダム・レオタ
演 - ジェイミー・リー・カーティス（小林幸子）
水晶玉の中に現れる降霊術師。ハリエットからは霊媒師のカリスマとして見られている。大昔にグレイシー邸で降霊の儀式をするも、何者かによって水晶玉に囚われてしまう。
ヒッチハイキングゴースト
演 - テレンス・ローズモア、フェドア・スティア、マイク・ベニテス
小太りのフィニアス、一番背が高いエズラ、囚人服のガス。ベンの夢の中で、「連れてってくれよ」と話しかける。
花嫁 / コンスタンス
演 - リンゼイ・ラム
花嫁姿の亡霊で、生前は5人の夫を殺害した。屋根裏部屋に棲みつき、斧を振り回してベンを襲う。

## 本作に登場する館
グレイシー邸
ニューオーリンズの片田舎にそびえ立つ邸宅。部屋数も多く、隠し部屋も点在しているなどかなり豪華な造りとなっているが、最初の所有者であるウィリアムが自殺して以降、次の所有者の兄弟が撃ち合いで死亡、その次の所有者の女性が5回の結婚で夫を5人全員殺害するという奇行に走るなど黒い噂が絶えない。
外観、内装共にアナハイムのディズニーランドを基に造られている。
クランプ邸
ニューオーリンズから離れた場所に位置するゴシック風建築の館。内装はアリステアが生前、父の死後に受け継いだ際にホールに設置されていた椅子を全て撤去する、食堂のグラスの高さを自身が使用する物のみ高くし、使用する椅子もクッションを敷いて座った時に周りを見下ろせる様にするなど彼の傲慢さが遺憾無く発揮されている。
外観はフロリダのマジック・キングダムを基に造られている。なお日本の東京ディズニーランドもこちらを基に造っているため、外観は同じである。

## 製作

### 企画
2010年7月、ディズニーは「ホーンテッドマンション」を原作としたリブート作品の映画化を決定し、ギレルモ・デル・トロを脚本・製作を務めることを発表した。デル・トロは、ハットボックスゴーストがメインキャラクターの1人になることを明かし、「怖さと楽しさを同時に味わえるが、怖いものは怖いだろう」と語った。2011年6月、ウォルト・ディズニー・ワールドのイマジニア、ジェイソン・サレルがクリエイティブ・コンサルタントとしてこのプロジェクトに参加した。2012年8月、デル・トロはウォルト・ディズニー・スタジオに脚本の最終稿を提出し、PG-13のレーティングを覚悟した。2013年7月、デル・トロはこのプロジェクトの監督を降板し、共同脚本とエグゼクティブ・プロデューサーに就任することを発表した。2015年4月、ライアン・ゴズリングが主演として初期交渉に入り、D・V・デビンセンティスを脚本のリライトに採用した。2016年9月、ブリガム・テイラーをプロデューサーとして採用した。
2020年8月、デル・トロの脚本がファミリー層には怖すぎると判断したため、脚本としてケイティ・ディポルド、プロデューサーとしてダン・リンとジョナサン・アイリックを新たに採用したことを発表し、ウォルト・ディズニー・ピクチャーズとRidebackの共同製作となった。2021年4月にはジャスティン・シミエンが監督として早期交渉に入り、2021年7月には正式に監督に就任した。

### キャスティング
ティファニー・ハディッシュ、ラキース・スタンフィールド、オーウェン・ウィルソン、ロザリオ・ドーソン、ダニー・デヴィートがそれぞれ出演することが決定した後、2022年7月、ジェイミー・リー・カーティスとジャレッド・レトの出演を明かした。2022年に開催されたD23 Expoのプレゼンテーションで、ウィノナ・ライダー、ダニエル・レヴィ、ハサン・ミナジの出演を明かした。

### 製作
主要撮影は、2021年10月中旬から2022年2月下旬にかけて、ルイジアナ州ニューオリンズとジョージア州アトランタで行った。2022年1月14日、ハディッシュは撮影がまだジョージア州で行われている時に飲酒運転で逮捕され、法的トラブルに巻き込まれた。

### 視覚効果
視覚効果は、DNEGとインダストリアル・ライト&マジックが担当する予定。

## 封切り

### 劇場公開
アメリカ合衆国においては、当初、2023年3月10日の劇場公開を目指していたが、同年8月11日に延期となり、7月28日の公開へと落ち着いた。

### マーケティング
2022年4月28日、イベント「2022 CinemaCon」において、本作のロゴを発表した。ヒラリー・レムリーは『コリダー』に「フォントがあまり魅力的でない」と寄稿し評価した。2022年のD23 Expoでは、本作のデモリールを上映した。
2023年3月1日、ティザーポスターを公開し、翌日には予告編を初公開すると発表した。『コリダー』のブリッタ・デヴォアは、肖像画の廊下を引き合いに出し、「ファンに人気のあるライドを踏襲しているように見える」と述べた。予告編と並行して、2023年3月2日に第2弾となるティザーポスターポスターを公開した。
2023年7月15日、アメリカ・カリフォルニア州アナハイムのディズニーランド・リゾートにてプレミアイベントが行われた。なお、開催当日は俳優組合のSAG-AFTRAがストライキを行っていたため、本作品の出演者は欠席となり、監督のジャスティン・シミエンとディズニーキャラクターのみ登場した。

### ホームメディア
日本では2023年10月27日からデジタル配信が先行する形でセル配信の販売を開始した。ディスク（MovieNEX）による販売については2024年1月5日から開始する予定。動画配信サービスではDisney+にて2023年10月27日16時から見放題配信を開始した。

## 興行収入
日本では公開後の2023年9月4日に興行通信社から発表された週末興行成績ランキングにて初登場第1位を獲得。同年10月25日時点での興行収入は21億3233万円、観客動員数は144万7735人をそれぞれ記録した。